# Каньяр де Ла-Тур, Шарль
Барон Шарль Каньяр де Ла-Тур (фр. Charles Cagniard de Latour; 31 марта 1777 — 5 июля 1859) — французский физик, химик и механик.
Член Французской академии наук (1851).

## Биография
Шарль Каньяр де Ла-Тур родился в Париже. Окончил Политехническую школу по специальности картография. Служил в министерстве внутренних дел. В 1818 году был произведен в бароны. Умер в Париже 5 июля 1859 года.

## Исследования
Барон Шарль Каньяр де Ла-Тур был автором множества изобретений, в том числе в 1809 году Каньяр предложил способ очистки газов при помощи Архимедова винта. В 1815 году он разработал схему воздушного насоса, сделанного также на основе Архимедова винта, опущенного в бак с водой таким образом, чтобы его нижний конец полностью, а верхний частично погружен в воду. Работа такого насоса осуществлялась вращением винта в направлении, противоположном подъёму воды.
Шарль Каньяр много работал в области акустики. В 1819 году он изобрел новый тип  сирены (которая теперь носит его имя), состоящей из двух дисков с отверстиями. При сравнительно небольших механических усилиях — вращение одного из дисков относительно другого — сирена издает звук необычайной силы. Каньяр использовал её для определения числа колебаний, соответствующих данному уровню звука. Исследовал вопрос о том, как возникает свист, как вибрируют жидкости. В 1837 году совместно с Демонферандом предложил устройство акустического пирометра. Каньяр измерял давление воздуха в легких во время разговора и на основании полученных данных им была предложена модель искусственной гортани. Изучал полет птиц при помощи изобретенного им акустического вибратора.
В 1822 году открыл существование критической точки вещества. Каньяр запечатал круглый камень в пушечном стволе, наполненном жидкостью (спиртом, эфиром, бензином и водой). Нагревая ствол до различных температур он фиксировал изменение звука катающегося в стволе камня. Оказалось, что существует некоторый температурный предел, выше которого плотности жидкой и газовой фаз становятся равны и различие между ними исчезает. В результате образуется одна фаза — сверхкритический флюид. Сегодня этот температурный предел называется точкой Каньяра де ла Тура.. Что именно происходило с жидкостью в этой точке, некоторое время было неясно, одно было несомненно – с повышением температуры повышается давление, которое до определенного момента никто не измерял. В 1860 году этот температурный предел был повторно открыт Д. И. Менделеевым и назван им температурой абсолютного кипения жидкостей. Дальнейший прогресс в исследовании этого явления наступил лишь в 1869 году после экспериментов Т. Эндрюса, который считал свою работу продолжением исследований де ла Тура. Эндрюс визуально наблюдал критическое состояние, смог определить, что существует не только температурный предел, но и предел давления. Им же были введены термины «критическая точка» и «сверхкритический флюид».
Также Каньяр в 1838 году экспериментально доказал, что дрожжи, осуществляющие ферментацию, — не просто химические вещества, а живые организмы, способные расти и размножаться, причем исходные вещества и продукты реакции — являются простыми химическими соединениями. Тогда его выводы были отвергнуты выдающимися химиками Й. Берцелиусом, Ю. Либихом и Ф. Вёлером. Между сторонниками и противниками биологической доктрины брожения завязалась длительная борьба, которая завершилась победой биологической теории благодаря исследованиям Л. Пастера.